# Early Rose
La Early Rose ('Rose hâtive') est une variété de pomme de terre ancienne, originaire des États-Unis. Elle fut obtenue par le sélectionneur américain Albert Bresee en 1867 à partir de semis d'une souche sud-américaine, 'Garnet Chili'.
Cette variété est à l'origine de très nombreuses variétés nord-américaines et européennes, dont la 'Russet Burbank'.

## Description
C'est une plante à port dressé pouvant atteindre 60 à 75 cm  de haut. Les fleurs blanches ne fructifient pas.
Les tubercules sont de forme oblongue, assez aplatie, à la peau lisse de couleur rose pâle saumoné. La chair est blanche.
C'est une pomme de terre à chair légèrement farineuse, d'une tenue correcte à la cuisson. Elle convient bien pour les soupes.

## Origine génétique
Albert Bresee a sélectionné cette variété parmi les plantules issues de semis de 'Garnet Chili', variété obtenue en 1853 par le même procédé par le révérend Chauncey E. Goodrich à Utica (New York) parmi des semis de 'Rough Purple Chili'. Chauncey avait importé du Panama cette souche de pomme de terre d'origine présumée chilienne, dans le but de créer de nouvelles variétés « régénérées » pour lutter contre la maladie de dégénérescence, maladie dont l'origine virale était alors inconnue.
Première variété commercialisée dans l'État de New-York, 'Early Rose' eut une importance considérable dans la sélection de nouvelles variétés tant aux États-Unis qu'en Europe. Elle figure dans le pedigree de très nombreux cultivars modernes. On l'a ainsi identifiée dans le pedigree des 44 premières variétés cultivées aux États-Unis en 1996, comme 'Kennebec', 'Russet Burbank', 'Shepody', 'Yukon Gold'.